# Row of bombs
I sistemi operativi di tipo TOS, come l'Atari ST, usavano il sistema row of bombs (riga di bombe) per indicare un errore critico del sistema. Il numero di bombe che appariva a schermo era un'indicazione precisa del tipo di errore del sistema. L'errore (chiamato anche eccezione) veniva riportato dai microprocessori Motorola 68000. La prima versione del SO TOS utilizzava, al posto delle bombe, dei funghi atomici, ma vennero sostituiti quasi subito, in quanto giudicati politicamente scorretti.
- 1 bomba: Reset, Initial PC2
- 2 bombe: Bus Error (errore del bus)
- 3 bombe: Address Error (errore nell'indirizzo)
- 4 bombe: Illegal Instruction (comando illegale, non valido)
- 5 bombe: Zero Divide (divisione per zero)
- 6 bombe: CHK Instruction (comando CHK)
- 7 bombe: TRAPV Instruction (comando TRAPV)
- 8 bombe: Privilege Violation (violazione dei privilegi)
- 9 bombe: Trace (traccia)
- 10 bombe: Line 1010 Emulator (emulatore linea 1010)
- 11 bombe: Line 1111 Emulator (emulatore linea 1111)
- 12–13 bombe: non assegnato/riservato
- 14 bombe: Format Error (errore di formattazione)
- 15 bombe: Uninitialized Interrupt Vector (vettore non inizializzato)
- 16–23 bombe: non assegnato/riservato
- 24 bombe: Spurious Interrupt
- 25 bombe: Level 1 Interrupt Autovector
- 26 bombe: Level 2 Interrupt Autovector
- 27 bombe: Level 3 Interrupt Autovector
- 28 bombe: Level 4 Interrupt Autovector
- 29 bombe: Level 5 Interrupt Autovector
- 30 bombe: Level 6 Interrupt Autovector
- 31 bombe: Level 7 Interrupt Autovector
- 32–47 bombe: Trap Instruction Vectors
- 48–63 bombe: non assegnato/riservato
- 64–255 bombe: User Interrupt Vectors